# Херберт Айзенрайх
Херберт Айзенрайх (на немски: Herbert Eisenreich) е австрийски поет, белетрист, есеист и автор на радиопиеси.

## Биография и творчество
Херберт Айзенрайх е роден в Линц. Желае да стане артист, но е призован в армията и като войник във Втората световна война е тежко ранен и попада в плен. След завръщането си следва германистика във Виена и започва да пише. Няколко години е сътрудник на културната редакция на Радио Хамбург. Тогава публикува значимото си есе „Творческото недоверие или Доколко австрийската литература е австрийска литература?“, което има за тема националната идентичност на родната книжовност.

## Творчество
За художествените творби на Херберт Айзенрайх е характерно стълкновението между духовния мир на човека и конформизма на следвоенното австрийско общество. Литературният път на писателя започва с новелата „Покана да живеем ясно“ (1951) и диалозите „Себастиан или Малкият шанс и големият риск на мъченика“ (1953). След това Айзенрайх публикува първия си роман „Също и в техния грях“ (1953) по мотиви на Достоевски. С дълбок психологизъм се отличават книгата му с разкази „Зъл хубав свят“ (1957), повестта „Прадядото“ (1964) и прозаичните сборници „Тъй да се каже, любовни истории“ (1965), „Приятелите на жена ми“ (1968), „Една красива победа и 21 други недоразумения“ (1973) и „Синият магарешки бодил на романтиците“ (1976). Излизат и избраните му стихотворения „Изгубени находки“ (1976), както и два сборник с размишления „Мъдрости за грошове“ (1985) и „Мемоари на ума“ (1986) с общото подзаглавие „Из бележките на един софист“.

## Награди и отличия
- 1946: Erzählerpreis des Linzer Volksblattes
- 1954: Erzählerpreis des Süddeutschen Rundfunks
- 1955: Hörspielpreis von Radio Bremen
- 1957: Prix Italia für Wovon wir leben und woran wir sterben
- 1957: Literaturpreis des Kulturkreises der deutschen Wirtschaft (Förderpreis)
- 1958: „Австрийска държавна награда за литература“
- 1965: „Голяма художествена награда на провинция Северен Рейн-Вестфалия“
- 1969: „Награда Антон Вилдганс“
- 1984: Peter-Altenberg-Preis
- 1985: „Награда Франц Кафка“ на град Клостернойбург
- 1985: Goldenes Ehrenzeichen für Verdienste um das Land Wien